# Teodor Walenta
Teodor Henryk Walenta ur. 20 kwietnia 1882 w Pawłowie zm. 16 kwietnia 1945 w Gorzycach, kapłan rzymskokatolicki, salezjanin, polski działacz plebiscytowy na Górnym Śląsku, męczennik, ofiara sowieckiego terroru.

## Młodość
Od dzieciństwa wykazywał znaczne uzdolnienia literackie i muzyczne. We wczesnej młodości wyjechał do Włoch gdzie wstąpił do Towarzystwa Salezjańskiego. Przebywał w piemonckich zakładach salezjańskich w Lombriasco nad Padem, gdzie uczęszczał do gimnazjum i Foglizzo, gdzie studiował w seminarium duchownym. Następnie kontynuował naukę w uniwersytetach Mediolanu, Padwy i Genui. Święcenia kapłańskie przyjął w Turynie, z rąk Agostino kardynała Richelmy'ego dnia 29 czerwca 1909. Przez kolejne dziesięć lat przebywał nadal we Włoszech, gdzie pracował w zakładach salezjańskich, zajmując się ewangelizacja biednej, opuszczonej i zagrożonej młodzieży.

## Działacz plebiscytowy
W 1919 przybył do Polski i podjął obowiązki nauczyciela języków obcych w salezjańskiej szkole w Oświęcimiu. Rok później włączył się w nurt polskiej działalności plebiscytowej na Górnym Śląsku, pełniąc obowiązki tłumacza języków francuskiego i włoskiego przy Międzysojuszniczej Komisji Rządzącej i Plebiscytowej na Górnym Śląsku. W kwietniu 1921 obok ks. Teodora Kubiny, posłów na Sejm Ustawodawczy Hermana Liebermana i Józefa Buzka oraz lidera górnośląskiej PPS Józefa Biniszkiewicza wszedł w skład delegacji górnośląskiej udającej się do Włoch  z misja przekonania rządu i społeczeństwa włoskiego do korzystnego dla Polski podziału Górnego Śląska po przegranym przez stronę polską plebiscycie. Po powrocie do kraju przeprowadził w kolejnym roku reorganizacje i polonizację gimnazjum w Mysłowicach.

## Kapłan diecezji katowickiej
Pod koniec 1923 roku za zgodą Stolicy Apostolskiej opuścił Towarzystwo Salezjańskie. Po okresie próbnym biskup Arkadiusz Lisiecki przyjął go do grona kleru diecezji katowickiej. Ksiądz Walenta był wikariuszem w Chropaczowie, a następnie proboszczem w Wilczy Górnej. w 1934 roku został proboszczem w Gorzycach. Na krótko przed wybuchem wojny uległ częściowemu paraliżowi. Choroba oraz poręczenie zamieszkałej w pobliżu plebanii niemieckiej rodziny Schewiorów uchroniły go przed aresztowaniem i wysłaniem do obozu koncentracyjnego po wkroczeniu Niemców. Został jednak osadzony w areszcie domowym. Nie mógł opuszczać obejścia plebanii, nawet w celu udania się do kościoła.

## Śmierć
Na wiosnę 1945 z chwilą zbliżania się wojsk sowieckich udzielił schronienia w piwnicy plebanii grupie parafian. 16 kwietnia do tejże piwnicy wtargnęło kilku pijanych Sowietów. Zażądali oni od proboszcza wina i zaczęli napastować obecne tam kobiety. Gdy ksiądz stanął w ich obronie, został śmiertelnie raniony przez jednego z żołnierzy. Upojeni zbrodnią żołdacy wrzucili ciało ofiary do rowu przeciwlotniczego. Kapłan-męczennik mógł zostać pochowany na cmentarzu dopiero 3 maja.

## Ordery i odznaczenia
- Złoty Krzyż Zasługi (7 listopada 1929)[1]
- Krzyż na Śląskiej Wstędze Waleczności i Zasługi